# Omar Gonzalez
Omar Alejandro Gonzalez (Dallas, Texas, 1988. október 11. –) amerikai válogatott labdarúgó, jelenleg a Los Angeles Galaxy játékosa.

## Sikerek
Los Angeles Galaxy
- MLS Cup (2): 2011, 2012
- MLS Supporters’ Shield (2): 2010, 2011

USA
- CONCACAF-aranykupa (1): 2013